# Gletsjergrot

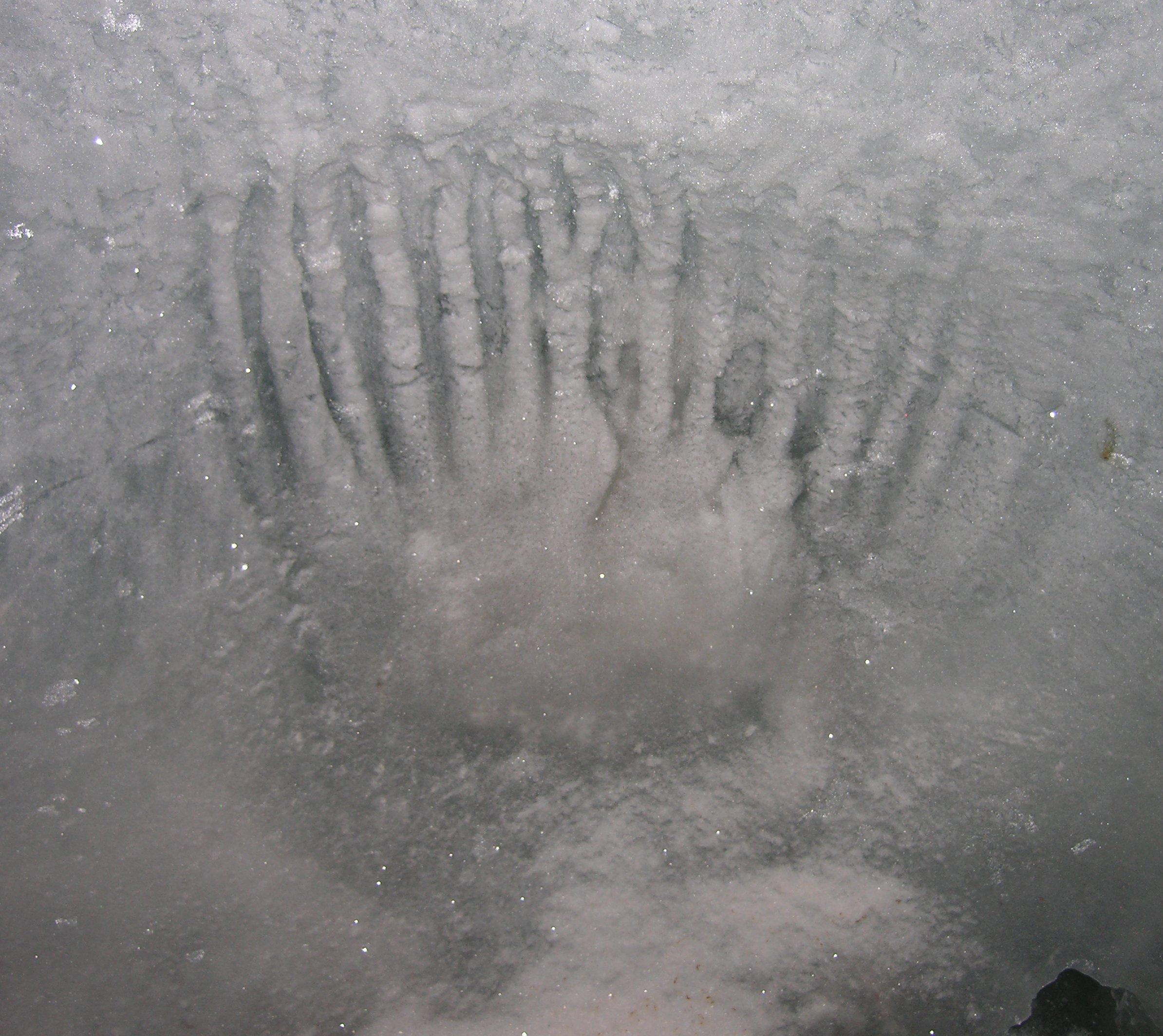
IJsformaties in de Titlis gletsjergrot

Een gletsjergrot is een grot gevormd in het ijs van een gletsjer. Ze worden ook vaak ijsgrotten genoemd, maar deze term kan slaan op alle grotten gevormd in ijs.
De meeste gletsjersgrotten ontstaan door water dat door of onder de gletsjer loopt. Dit water ontstaat vaak door smeltwater van de gletsjer zelf. Hitte getransporteerd door het water kan het ijs binnen in de gletsjer doen smelten, en holtes vormen. Dit proces wordt soms geholpen door solifluctie.
Sommige gletsjergrotten ontstaan door geothermische hitte uit een vulkaan of hete bron onder het ijs. Een voorbeeld hiervan is de gletsjergrot in de gletsjer Vatnajökull in het massief Kverkfjöll in IJsland.  
Sommige gletsjergrotten zijn relatief onstabiel vanwege het smeltproces en het voortbewegen van de gletsjer. In deze grotten vinden vaak plaatselijke of zelfs complete instortingen plaats. Ook als de gletsjer inkort kunnen de grotten verdwijnen. Voorbeelden hiervan zijn de Paradise Ice Grotten onder Mount Rainier in de Verenigde Staten. Deze grotten stortten in en verdwenen in de jaren 90.
Gletsjergrotten kunnen worden gebruikt door glaciologen om de binnenkant van gletsjers te onderzoeken.